# Rude (canção)
"Rude" é a canção de estreia da banda canadense de reggae Magic!, contida no primeiro álbum de estúdio da banda, Don't Kill the Magic. A canção foi lançada em 11 de outubro de 2013 pela gravadora Sony Music. "Rude" foi composta por Nasri Atweh, Adam Messinger, Mark Pellizzer, Ben Spivak e Alex Tanas e produzida por Messinger. A canção ficou entre os singles mais baixados em 2014, segundo dados da IFPI.

## Vídeo Musical
O vídeo foi lançado em 5 de dezembro de 2013, com a direção de David Rousseau, mesmo diretor de vários clipes, como Timber e Feel This Moment do cantor Pitbull e produzido por Alexandra Sdoucos e tem 3:46 minutos de duração.
O vídeo mostra o vocalista, Nasri, tentando pedir a mão de sua namorada, interpretada por Ayla Parker, para o pai dela, que diz não. Ao decorrer do vídeo, são mostradas algumas cenas dos dois juntos e também da banda reunida, tocando em uma garagem. Num momento do vídeo, Parker manda uma mensagem para Nasri e este vai a sua casa, levando um outro não. A garota discute com o pai e sai de casa, indo encontrá-lo, quando Nasri a pede em casamento. No final, os dois se casam, mesmo com a oposição do pai dela.
O videoclipe de "Rude" foi indicado ao MMVA na categoria "International Video of the Year by a Canadian", concorrendo com Avril Lavigne e Justin Bieber. O vencedor da categoria foi o cantor Drake com o vídeo de "Hold On, We're Going Home".

## Lista de faixas
- Download digital[2]

1. "Rude" – 3:44

- CD single[3]

1. "Rude" - 3:45
2. "Mama Didn't Raise No Fool" - 4:07

- Download digital — acústico[4]

1. "Rude (Acoustic)" – 3:43

## Desempenho nas tabelas musicais
"Rude" estreou na posição 47 na Canadian Hot 100, conseguindo chegar a sua melhor posição, 6#, na 21ª semana depois da estréia.
A canção teve a melhor estréia na parada finlandesa, a Suomen virallinen lista, conseguindo estrear na 18ª posição.
Magic! conseguiu ser a sexta banda canadense a chegar ao topo da Hot 100, a parada estadunidense. A banda foi a primeira desde "How You Remind Me" da banda Nickelback, em 2001. "Rude" também foi a nona canção de reggae a chegar ao topo, sendo a última "Get Busy" do cantor jamaicano Sean Paul.
Já na Billboard Digital Songs, "Rude" alcançou a primeira posição na segunda semana após sua entrada. "Rude" é a segunda canção de reggae a chegar ao topo da parada, sendo a primeira Beautiful Girls do cantor Sean Kingston.
| Parada (2013/14)                         | Melhor posição |
| ---------------------------------------- | -------------- |
| África do Sul - Mediaguide               | 8              |
| Austrália - ARIA Charts                  | 2              |
| Áustria - Ö3 Austria Top 40              | 3              |
| Alemanha - Media Control AG              | 7              |
| Bélgica - Ultratip 50 (Valônia)          | 1              |
| Bélgica - Ultratop 50 (Flanders)         | 37             |
| Brasil - Top 100                         | 25             |
| Canadá - Canadian Hot 100                | 6              |
| Croácia - Croatian Airplay Radio Chart   | 6              |
| Dinamarca - Tracklisten                  | 3              |
| Escócia - Official Charts Company        | 1              |
| Eslováquia - Rádio Top 100               | 6              |
| Eslováquia - Singles Digitál Top 100     | 1              |
| Espanha - Promusicae                     | 5              |
| Estados Unidos - Hot 100                 | 1              |
| Estados Unidos - Adult Alternative Songs | 17             |
| Estados Unidos - Adult Contemporary      | 3              |
| Estados Unidos - Adult Pop Songs         | 1              |
| Estados Unidos - Alternative Songs       | 19             |
| Estados Unidos - Dance/Mix Show Airplay  | 3              |
| Estados Unidos - Digital Songs           | 1              |
| Estados Unidos - Latin Pop Songs         | 15             |
| Estados Unidos - Pop Songs               | 1              |
| Estados Unidos - Rhythmic                | 5              |
| Finlândia - Suomen virallinen lista      | 8              |
| França - SNEP                            | 51             |
| Irlanda - IRMA                           | 2              |
| Japão - Japan Hot 100                    | 4              |
| México - Mexico Airplay                  | 2              |
| Noruega - VG-lista                       | 2              |
| Nova Zelândia - Recorded Music NZ        | 2              |
| Países Baixos - Dutch Charts             | 5              |
| Países Baixos - Dutch Top 40             | 3              |
| Reino Unido - UK Singles Chart           | 1              |
| Chéquia - Rádio Top 100                  | 7              |
| Chéquia - Singles Digital Top 100        | 3              |
| Suécia - Sverigetopplistan               | 2              |
| Suíça - Schweizer Hitparade              | 11             |
| Venezuela - Pop General                  | 16             |
| Venezuela - Top Anglo                    | 1              |

| País                  | Certificação | Vendas      |
| --------------------- | ------------ | ----------- |
| Austrália (ARIA)      | 4× Platina   | + 280.000   |
| Canadá (Music Canada) | 3× Platina   | + 240.000   |
| Dinamarca (IFPI)      | 2× Platina   | + 60.000    |
| Estados Unidos (RIAA) | 3× Platina   | + 3.000.000 |
| Nova Zelândia (RIANZ) | Platina      | + 15.000    |
| Reino Unido (BPI)     | Ouro         | + 400.000   |